# Florence Senanayake
D. M. F. Senanayake (singhalesisch ඩී. එම්. එෆ්. සේනානායක; geboren als Daisy Maria Florence Mendis am 19. Juni 1903 in Rawatawatta, Moratuwa, Ceylon; gestorben am 3. Dezember 1988) war eine sri-lankische Politikerin und von 1947 bis 1952 die erste Abgeordnete im Parlament Ceylons (seit 1972 Sri Lanka).

## Leben
Florence Senanayake wurde als Tochter eines Pflanzers geboren. Im Jahr 1925 heiratete sie Reginald (Reggie) S. Vincent Senanayake (1898–1946). Mit ihm setzte sie sich seit 1934 in einer Youth League für die Unabhängigkeit des Landes ein. Reggie Senanayake gründete 1935 die trotzkistische Lanka Sama Samaja Party (LSSP) und übernahm bis 1939 das Amt des Schatzmeisters. Die Familie floh 1942 nach Indien. Er war dort Mitglied der Bolshevik-Leninist Party of India (BLPI) und wurde nach seiner Verhaftung im Juli 1943 nach Ceylon ausgewiesen.
Die verwitwete Florence Senanayake gewann im August 1947 bei den ersten Parlamentswahlen in Ceylon den Wahlbezirk Kiriella, Ratnapura mit 35,5 Prozent der Stimmen gegen fünf weitere männliche Kandidaten und zog als erste Frau des unabhängig gewordenen Landes für die Lanka Sama Samaja Party in das Parlament ein. Eine unabhängige Kandidatin war Ayesha Rauf in Colombo Central. Bei den folgenden Wahlen im Mai 1952 verlor Senanayake ihren Sitz gegen den Kandidaten der regierenden United National Party (UNP).
Florence Senanayake starb am 3. Dezember 1988. Sie hatte sechs Kinder.